# Interkontinentální pohár 1963
Čtvrtý ročník Interkontinentálního poháru byl odehrán ve dnech 16. října a 14. listopadu 1963. Ve vzájemném dvouzápase se střetli vítěz Poháru mistrů evropských zemí ročníku  1962/63 - AC Milán a vítěz Poháru osvoboditelů ročníku 1963 - Santos FC. Oba týmy vyhrály svůj domácí zápas v poměru 4:2 a proto se odehrál rozhodující souboj, ve kterém zvízězil nejtěsnějším rozdílem brazilský celek a obhájil tak vítězství z předchozího ročníku.

## 1. zápas
| 16. října 1963                            |        |                      |                                                             |
| AC Milán                                  | 4 : 2  | Santos FC            | Stadio Giuseppe Meazza, Milán rozhodčí: Alfred Haberfellner |
| Trapattoni 3' Amarildo 15', 67' Mora 82', | report | 55', 84' (pen.) Pelé | Stadio Giuseppe Meazza, Milán rozhodčí: Alfred Haberfellner |

## 2. zápas
| 14. listopadu 1963                |        |                       |                                                                 |
| Santos FC                         | 4 : 2  | AC Milán              | Estádio do Maracanã, Rio de Janeiro rozhodčí: Juan Regis Brozzi |
| Pepe 50', 68' Almir 54' Lima 65', | report | 12' Altafini 17' Mora | Estádio do Maracanã, Rio de Janeiro rozhodčí: Juan Regis Brozzi |

## 3. zápas
| 16. listopadu 1963 |        |          |                                                                 |
| Santos FC          | 1 : 0  | AC Milán | Estádio do Maracanã, Rio de Janeiro rozhodčí: Juan Regis Brozzi |
| Dalmo 31' (pen.)   | report |          | Estádio do Maracanã, Rio de Janeiro rozhodčí: Juan Regis Brozzi |

## Vítěz
| Interkontinentální pohár 1963 Santos FC (2. vítězství) |